# Иванов, Борис Петрович (политик)
Бори́с Петро́вич Ивано́в (р. 7 июля 1941 года, г. Торопец Калининской области) — глава администрации Читинской области с 30 ноября 1991 года по 22 января 1996 года.

## Биография
Родился в 1941 году в Торопце (ныне — Тверской области). Окончил Кемеровский индустриальный техникум и Всесоюзный финансово-экономический институт; работал мастером, преподавателем в профессионально-техническом училище в Новокузнецке, в Новокузнецком райкоме ВЛКСМ, заведовал сектором Всесоюзных ударных комсомольских строек Кемеровского обкома ВЛКСМ.
В 1968—1972 годах находился в командировке в Монгольской Народной Республике, работал в строительных организациях. С 1972 года — прораб, начальник участка в строительных организациях города Кемерово, затем заведующий промышленно-транспортным отделом райкома КПСС; 1980—1987 годах — председатель плановой комиссии — заместитель председателя Исполкома Кемеровского городского Совета, председатель плановой комиссии Исполкома Кемеровского областного Совета народных депутатов; 1987—1990 — председатель плановой комиссии, с 1990 года — начальник Главного планово-экономического управления и первый заместитель председателя Исполкома Читинского областного Совета; в апреле 1991 года избран председателем Читинского облисполкома.
В ноябре 1991 года назначен главой администрации Читинской области. В 1993 году был одним из организаторов Читинского регионального отделения ПРЕС, неудачно баллотировался в депутаты Совета Федерации Федерального Собрания РФ первого созыва. В 1995—1996 годах — член Совета Федерации (по должности). В январе 1996 года был освобожден от должности главы администрации области по собственной просьбе.
В 1996—1998 годах — председатель правления коммерческого банка «Забайкалзолотобанк». В 1999 году переехал в Москву, рабодал в аппарате Государственной думы.
Имеет государственные награды СССР и Монголии.